# 丹·科爾斯
丹·科爾斯（英語：Dane Coles；1986年12月10日—）是一位新西蘭橄欖球運動員。他是新西蘭國家橄欖球隊的一員，代表新西蘭參加了2015年世界盃橄欖球賽。